# لوفوتيبيغلوغين اوتومتسيل
لوفوتيبيغلوغين اوتومتسيل (بالإنجليزية: Lovotibeglogene autotemcel)‏ ويُباع تحت الاسم التجاري لايفغينيا (بالإنجليزية: Lyfgenia)‏ هو علاج جيني لمرض فقر الدم المنجلي. يستخدم فيروسا غير ضار لإدخال جين في الخلايا الجذعية للمريض. طورته شركة بلوبيرد بيو.
وافقت إدارة الغذاء والدواء الأمريكية (FDA) على "لوفوتيبيغلوغين اوتومتسيل" في كانون الأول/ديسمبر 2023.